# Agrilus mouricouae
Agrilus mouricouae es una especie de insecto del género Agrilus, familia Buprestidae, orden Coleoptera.
Fue descrita científicamente por Baudon, en 1965.